# Nevědomost
Nevědomost či také neznalost je stav nevědění, nedostatek vědomostí.
Nevědomost může být:
- nezaviněná – důsledek slabomyslnosti či nemožnosti resp. nedostatku možností dostat se k potřebným informacím
- zaviněná – důsledek subjektivního výběru informací nebo důsledek záměrného vědomého nevěnování pozornosti informacím (jejich ignorování) u člověka schopného se k potřebným informacím dostat a pochopit je

## Nevědomost a právo
V morálním a trestně-právním kontextu v souvislosti s nevědomostí platí známá věta „ignorantia juris non excusat“ („neznalost zákona neomlouvá“), která poukazuje na to, že neznalost zákona, resp. nevědomost o následcích trestného činu nebo o trestném činu samotném, není polehčující okolností svědčící o nevině. Tím se nabádá k přijetí odpovědnosti za svoje skutky a činy.

## Nevědomost ve filozofii
V řecké filozofii se hovoří o sókratovské nevědomosti, která je charakterizovaná všeobecně známou větou: „scio me nihil scire“ nebo „scio me nescire“ („vím, že nic nevím“).
V indické filosofii je nevědomost projevem tamasu.
V buddhistické filozofii se místo slova nevědomost či ignorance používá sanskrtské slovo avidjá, jako opak sanskrtského slova vidjá („poznání“). Avidjá je chápaná jako základní příčina utrpení a neustálého koloběhu znovuzrození a jeho výsledek je potlačení poznání skutečné povahy věci, což vede k máji (iluzi).